# دوالي شرجية
دوالي شرجية مستقيمية (بالإنجليزية: Anorectal varices)‏ هو تمدد للأوعية الجانبية تحت المخاطية بسبب ارتجاع في أوردة المستقيم. وعادةً ما يحدث ذلك نتيجة لارتفاع ضغط الدم البابي الذي يحول الدم الوريدي من الجهاز البوابي الكبدي من خلال المفاغرة البوابية الأجوفية في هذا الموقع من جهاز الدوران. ممكن أن يحدث ذلك أيضاً في المريء ويُسبب دوالي مريئية، وتحدث في السرة وتُسبب رأس المدوسة (أوردة سرية متوسعة حول سرة الوليد). بين 44٪ و 78٪ من المرضى الذين يعانون من لارتفاع ضغط الدم البابي حصل معهم الدوالي الشرجية.